# Oberbernhards
Oberbernhards im osthessischen Landkreis Fulda ist ein Dorf, das dem Ortsteil Liebhards der Marktgemeinde Hilders zugeordnet ist. Das wenige Gehöfte und eine Jugendherberge umfassende Dorf liegt im Biosphärenreservat der hessischen Rhön.

## Geschichte
Erstmals wird Oberbernhards im Jahr 1308 erwähnt. Historische Namensformen sind auch Bernhards unter/vor/hinter der Milseburg. Die Einwohnerstatistik gibt für das Jahr 1812 „24 Feuerstellen, 75 Seelen (zusammen mit Steinbach)“ und für das Jahr 1895 „46 Bewohner“ aus.

## Geografie
Oberbernhards liegt unterhalb des Bergs Milseburg. Unter Oberbernhards verläuft der Milseburgtunnel.

## Tourismus
In Oberbernhards befindet sich die Jugendherberge Oberbernhards, deren Kapazität von 257 Betten die Einwohnerzahl des Dorfs um ein Vielfaches übersteigt.
Zum Fränkischen Freilandmuseum Fladungen gehört das historische Backhäuschen aus Oberbernhards, das einmal im Monat in Betrieb geht und etwa Plootz anbietet.